# Lando Norris
Lando Norris, britansko-belgijski dirkač, * 13. november 1999, Bristol, Anglija, Združeno kraljestvo.
Nastopa pod zastavo Velike Britanije. V Formuli 1 je debitiral v sezoni 2019 pri moštvu McLaren, potem ko je v sezoni 2018 osvojil drugo mesto v dirkaškem prvenstvu Formule 2. Predtem je nastopal v kartingu, Formuli 3 ter Formuli 4. Leta 2020 je ustvaril svojo znamko, imenovano Quadrant.

## Življenje
Leta 1999 se je Cisci Wauman in Adamu Norrisu rodil njun drugorojenec, Lando. Lando ima starejšega brata, Oliverja Norrisa, ki je prav tako imel zgodovino v kompetitivnem dirkanju, ter dve mlajši sestri; Cisco in Flo. Že v otroštvu je Norris razvil ljubezen do dirkanja, na začetku je bilo to dirkanje na dveh kolesih (torej MotoGP) kasneje pa ga je bolj potegnilo v motošporte na štirih kolesih. Najprej je začel svojo dirkalno kariero pri 7 letih s kartingom. Leta 2013 je zmagal CIK-FIA KF svetovno prvenstvo, ter s tem postal najmlajši karting svetovni prvak. V prihodnjih dveh letih pa je tekmoval v svetovnem prvenstvu za prvaka Formule 4. Leta 2016 je odpotoval na Novo Zelandijo ter tam tekmoval v Toyota Racing Series, kjer je zmagal 6 dirk ter postal prvak. Kasneje se je vrnil v Evropo in se še naprej uspešno posvečal svoji dirkalni karieri. Tako je leta 2017 podpisal z ekipo Mclaren kot junior voznik. V prihodnjem letu je postal rezerven voznik prej omenjene ekipe, leta 2019 pa Norrisova Formula 1 kariera šele dejansko zaživi, ko podpiše z ekipo Mclaren. Od leta 2019 pa se ne spremeni dosti, v prihodnjem letu ustanovi svojo znamko, imenovano Quadrant, v kateri sodeluje z Maxom Fewtrellom ter drugimi vozniki. Leta 2021 v bitki za svetovnega prvaka prevzame 6. mesto.